# Hippotion chloris
Hippotion chloris är en fjärilsart som beskrevs av Rothschild och Jordan 1907. Hippotion chloris ingår i släktet Hippotion och familjen svärmare. Inga underarter finns listade i Catalogue of Life.